# Seta (Cadelbosco di Sopra)
Seta o Villa Seta (La Sèida in dialetto reggiano o La Séeda nella variante locale, De Seta in latino) è una frazione del comune di Cadelbosco di Sopra posta a 9 km dal capoluogo comunale e a 16 dalla città di Reggio Emilia. La località è caratterizzata da due piccoli centri abitati (Seta e Ponte della Forca) e da case sparse.